# Hongshi, Liaoning
Hongshi (kinesiska: 红石) är en köping i Kina. Den ligger i provinsen Liaoning, i den nordöstra delen av landet, omkring 180 kilometer sydost om provinshuvudstaden Shenyang. Antalet invånare är 18234. Befolkningen består av 8 808 kvinnor och 9 426 män. Barn under 15 år utgör 13,0 %, vuxna 15-64 år 76 %, och äldre över 65 år 9,0 %.
Genomsnittlig årsnederbörd är 1 496 millimeter. Den regnigaste månaden är juli, med i genomsnitt 552 mm nederbörd, och den torraste är januari, med 11 mm nederbörd.